# Chilf Miklós
Chilf Miklós (Marosvásárhely, 1905. március 10. – Marosvásárhely, 1985. november 23.) magyar zeneszerző, tanár és előadóművész.

## Életpályája
Szülővárosa zenekonzervatóriumának elvégzése után olasz és francia zeneművészeti főiskolákon képezte magát, majd zenetanár lett Marosvásárhelyen. Velencei kaland című zenés vígjátékát Szabados Árpád librettójával és verseivel 1939-ben mutatták be Kolozsvárt. 1945-től a Kemény Zsigmond Társaság tagja volt. Megzenésítette Salamon Ernő Ringató  (1945) és Szépen száll a szegénység (1952) című verseit, Medgyes Lajos Békeszózatának vegyeskari feldolgozásával díjat nyert (1946) az MNSZ országos kóruspályázatán. Kemény János szövegeit (A gyáva nyulacska) zenés bábjátékra és gyermekkarra alkalmazta (1956), Antalffy Endre szövegére (Altatódal) vegyeskari, Veress Zoltánéra háromszólamú gyermekkari dalt (Tavaszi hívogató) szerzett.

## Emlékezete
2003-ban a marosvásárhelyi Művészeti Líceum dísztermében emlékhangversenyt rendeztek tiszteletére.